# هوکایدو ۳۷۲۰
سیارک ۳۷۲۰ (به انگلیسی: 3720 Hokkaido، نامگذاری:1987UR1) سه هزار و هفتصد و بیستمین سیارک کشف شده‌است که در ۲۸ اکتبر ۱۹۸۷ کشف شد.
قدر مطلق سیارک برابر ۱۳٫۱۰ است.